# Сарро, Доменико
Доменико Сарро (Сарри) (итал. Domenico Natale Sarro; 24 декабря 1679, Трани — 25 января 1744, Неаполь) — итальянский композитор.

## Биография
Учился в Консерватории Сант-Онофрио-а-Капуана в Неаполе. Ученик ректора Анджело Дуранте, дяди композитора Франческо Дуранте.
В 1703 году принял участие в публичном конкурсе на должность капельмейстера капеллы Королевского двора Неаполя. Его конкурентами были Гаэтано Венециано, Кристофаро Карезана и Манчини, Франческо. Избран был Венециано, Д. Сарро же назначен его заместителем. Однако после завоевания Неаполя австрийскими войсками в ходе войны за испанское наследство в 1707 году они оба потеряли свои должности.
Активность как композитора пришлась на начало XVIII века. В 1702 году написал свою первую оперу — «L’opera d’amore» («Любовная опера»).
В 1724 году в неапольском театре Сан-Бартоломео (ит.) состоялась премьера его оперы «Didone abbandonata», в ноябре 1737 года постановкой его оперой в трёх действиях «Ахилл на Скиросе» на либретто Пьетро Метастазио состоялось открытие неапольского «Сан-Карло» — старейшего оперного театра Европы.
Сарро написал значительное количество камерных кантат (Cantate a voce sola), интермеццо, которые отличаются большим шармом и изобретательностью. Самая известная композиция «Coronatemi il crin» для Альта, двух скрипок и генерал-баса.

## Избранные музыкальные сочинения
- 1706 — Il fonte delle grazie, оратория
- 1707 — Il Vespesiano, Музыкальная драма в 3 действиях
- 1708 — Серенада для 3 голосов (Amore, Eco e Narciso)
- 1713 — I gemelli rivali
- 1713 — Il comando non inteso ed ubbidito
- 1716 — Серенада для 3 голосов
- 1718 — Armida al campo, Музыкальная драма в 3 действиях
- 1718 — L’Eudamia
- 1718 — Arsace, Музыкальная драма в 3 действиях
- 1718 — Alessandro Severo, Музыкальная драма в 3 действиях
- 1731 — Artemisia, Музыкальная драма в 3 действиях
- 1735 — Gli amanti generosi, комическая опера
- 1738 — Le nozze di Teti e Peleo, интермеццо
- 1743 — Alessandro nelle Indie, Музыкальная драма в 3 действиях